# De bezoeker (Ray Bradbury)
De bezoeker is een sciencefictionverhaal geschreven door de Amerikaanse schrijver Ray Bradbury in 1948. Bradury vertelde dat zijn verhalen zelden in een hokje pasten. Dat geldt ook voor dit verhaal. Het is naast een sciencefictionverhaal deels religieus. The Visitor was eerder verschenen in het blad Startling Stories. Het werd later opgenomen in de verzameling The illustrated man. In het Nederlandse taalgebied verscheen in de bundel De geïllustreerde man bij Born NV Uitgeversmaatschappij in de serie Born SF (1976). 

## Het verhaal
Het verhaal wordt verteld door Saul Williams. Hij bevindt zich net als een aantal anderen in een vallei op Mars. Mars is ingericht als een soort sanatorium voor mensen die lijden aan Bloedroest. Niet dat de mensen daar geholpen worden, ze hoesten zichzelf dood, al gaan anderen dood aan heimwee. Op zekere ochtend landt een raket met daarin Leonard Mark. Hij heeft het unieke vermogen dat hij beelden uit zijn geheugen naar de werkelijkheid kan projecteren. Zo kan hij desgevraagd beelden oproepen van New York, zodat de mensen in zijn omgeving het idee hebben dat ze zich in die stad bevinden. Als een groep mannen nadert waarschuwt Leonard, dat een bezoekje van hen weleens slecht kan aflopen. Leonard wil echter zijn gaven verdelen over meer mensen en slaat de waarschuwing van Saul in de wind. De gehele groep komt terecht in een grot en nu wil iedereen tegelijkertijd gebruikmaken van de diensten van Leonard. Er ontstaat ruzie, waarbij een of meerdere pistoolschoten vallen. Daarbij wordt geen van de Marsbewoners getroffen, alleen Leonard laat het leven. De groep heeft hiermee diegene gedood, die hen van de ziekte en heimwee had kunnen verlossen.